# 時枝正
時枝正（Tadashi Tokieda）是一位日裔數學家，研究領域為數學物理。他是劍橋大學三一学堂數學研究的主持人。他亦非常熱衷於發明、收集與研究玩具。與大部分的數學家成長生涯相較，他的人生路程非比尋常：起初是一位畫家，後來投入古典言語學研究，最後轉入數學研究。

## 生平
時枝正出生於日本，早先人生目標是成為畫家。而後他在法國接受語文學教育，成為一位古典語文學家。根據其個人主頁，他後來開始自俄羅斯數學問題集學習基本數學。時枝正早年在上智大學修讀經學，及後再在牛津大學墨頓學院修讀數學，並且從普林斯頓大學獲得數學博士學位，指導教授為William Browder.
2004年，時枝正被選為劍橋三一學堂院士，目前擔當三一學堂數學研究計畫的主持人，並獲聘為Stephan 與Thomas Körner講座。
時枝正在2013~2014年期間，獲得William and Flora Hewlett基金會資助，於哈佛大學的Radcliffe Institute for Advanced Study進行研究。
在2015–2016年期間，時枝正以Poincaré訪問教授身分至史坦福大學講學。
時枝正精通日語、法語以及英文，亦能使用希臘文、拉丁文、古典中文、芬蘭文、西班牙文以及俄文。 至今他已居住過6個國家了。

## 部分作品
- Aref, Hassan; Newton, Paul K.; Stremler, Mark A.; Tokieda, Tadashi; Vainchtein, Dmitri L.  39. 2003: 1–79  [2016-10-26]. doi:10.1016/s0065-2156(02)39001-x. （原始内容存档于2021-05-02）.
- Tokieda, Tadashi. . The American Mathematical Monthly. 2013, 120 (3): 265–282  [2016-10-26]. doi:10.4169/amer.math.monthly.120.03.265. （原始内容存档于2021-01-18）.
- Tokieda, Tadashi F. . The American Mathematical Monthly. 1998, 105 (8): 697–703  [2016-10-26]. doi:10.2307/2588986. （原始内容存档于2016-06-03）.
- Tokieda, Tadashi F. . The American Mathematical Monthly. 1997, 104 (2): 152–154  [2016-10-26]. doi:10.2307/2974983. （原始内容存档于2020-03-26）.

## 外部連結
- 時枝正在數學譜系計畫的資料。
- personal homepage at the University of Cambridge
- "Toy inspires new spin on Earth's magnetic field （页面存档备份，存于）", New Scientist